# Tour della nazionale maschile di rugby a 15 dell'Australia 2001
A fine anno 2001 la Nazionale di rugby a 15 dell'Australia si recò in Europa per un tour di quattro settimane che previde sette incontri (di cui quattro test match) in tre Paesi: uno in Spagna, alla cui locale Nazionale gli Wallabies concessero il loro primo test match di sempre, uno in Francia, anch'esso con il test, e cinque nel Regno Unito, con i test match contro Inghilterra e Galles e tre incontri con le divisioni di lega inglese, l'Università di Oxford e, infine, contro i Barbarians.
Il bilancio vide tre vittorie su tre negli incontri senza valore di test match e due vittorie, contro Spagna e Galles, contro due sconfitte nei full international.
Capitano della Nazionale guidata da Eddie Jones era George Gregan.

## Il tour
Il primo incontro si tenne a Leicester il 28 ottobre; avversario una selezione di giocatori delle divisioni inferiori del campionato inglese.
Nonostante la differenza di categoria e la composizione sostanzialmente dilettantistica della squadra divisionale, dopo un iniziale 14-0 in meno di 25 minuti gli Wallabies subìrono il ritorno dei giovani inglesi che non persero terreno e ribatterono senza perdere più terreno, chiudendo il primo tempo sotto per 6-20 e addirittura aggiudicandosi il secondo con un parziale di 16-14 per un risultato finale di 34-22 a favore degli australiani che tuttavia il tecnico australiano Eddie Jones accolse con soddisfazione, sottolineando la durezza del banco di prova che la sua Nazionale aveva dovuto affrontare, utile per togliere «le troppe ruggini» che secondo lui la squadra aveva accumulato nel periodo di inattività.
Allo stadio Complutense di Madrid, il 1º novembre successivo, andò in scena il primo test match assoluto tra Australia e Spagna; la partita non ebbe praticamente storia e gli spagnoli, che avevano come obiettivo minimo dichiarato quello di esercitarsi a misurarsi con una formazione di rango più elevato senza finire a zero nel tabellino, riuscirono pure a marcare una meta a 13' dal termine che non evitò, comunque, la sconfitta più pesante della storia del rugby in maglia rossa, 10-92, che fu al contempo anche la vittoria con il miglior scarto per l'Australia.
Tornati in Inghilterra gli Wallabies affrontarono gli studenti di Oxford; anche lì, nonostante il divario tecnico, la resistenza della squadra universitaria, che preparava il Varsity Match, fu notevole, tanto che a un quarto d'ora dalla fine l'Australia stava ancora conducendo solo per 31-27; furono tre mete nel finale a stabilire le distanze e a portare gli ospiti a 52; per sottolineare l'impegno degli avversari Eddie Jones suggerì ironicamente che bisognasse «preoccuparsi dei progressi scolastici dei ragazzi, pensano troppo al rugby».
Il secondo test match della serie fu a Twickenham contro l'Inghilterra di Clive Woodward che stava preparando la campagna per la successiva Coppa del Mondo di rugby 2003.
Sugli scudi l'apertura inglese Jonny Wilkinson che da solo realizzò l'intero score per la sua squadra, 21 punti frutto di cinque piazzati e due drop con cui i britannici sconfissero gli ospiti, rimasti a 15 con due mete di Burke e Waugh più altri 5 punti al piede ancora di Burke; nell'occasione gli inglesi misero in fila la loro seconda vittoria consecutiva contro gli australiani dopo quasi vent'anni.
Una settimana più tardi, a Marsiglia, una confusa Australia non riuscì a venire a capo della Francia che chiuse il primo tempo 10-3 grazie anche a una buona prova dell'esordiente Michalak; l'Australia, che recuperò solo nel finale ma solo per vedersi sconfitta di un punto, 13-14, subì per la prima volta in circa un quarto di secolo due sconfitte consecutive in un tour e, prima di recarsi in Galles, vantava uno score negativo di un solo test vinto (peraltro quello dal risultato più prevedibile) sui tre disputati.
A Cardiff l'Australia vinse con lo stesso metodo utilitaristico mostrato dall'Inghilterra due settimane prima nei suoi confronti: un incontro giocato male da entrambe le squadre, con molti errori, fu caratterizzato da una sola meta, del gallese Gavin Thomas, a tempo abbondantemente scaduto; nel frattempo Matt Burke aveva già realizzato 7 calci piazzati, l'intero bottino dell'Australia che si era portata a 21 contro i 6 degli avversari, che poi chiusero a 13 punti, risparmiando agli Wallabies la terza sconfitta consecutiva in un tour.
L'incontro di saluto si tenne ancora a Cardiff, contro i Barbarians che schieravano una formazione munita di molti giocatori internazionali come i francesi Raphaël Ibañez e Stéphane Glas, il sudafricano Breyton Paulse e il gallese Rob Howley, insignito della fascia di capitano; l'incontro fu spettacolare, con 12 mete complessive, tutte trasformate, e fu vinto dall'Australia che ne realizzò 7 contro le 5 della formazione a inviti; pur continuando a mostrare i propri problemi in fase difensiva (fu l'incontro dove subì più mete), l'Australia mostrò in tale circostanza il suo potenziale d'attacco, realizzando il miglior punteggio nel tour contro una formazione di giocatori di primo livello.

## Risultati

### Itest match
| Arbitro: | Joël Jutge |

|              |      | |
| 67’ Villau   | mt   | 12’, 53’ Roff 17’, 36’, 39’ Latham 25’, 33’ Grey 28’ M. Foley 40+1’ Kefu 41’ Stiles 49’ D. Herbert 80’ Bond 80+5’ Cockbain |
| 67’ Martínez | tr   | 12’, 17’, 25’, 33’, 36’, 39’, 40+1’, 41’, 49’, 53’ M.C. Burke 80’, 80+5’ Flatley                                           |
| 9’ Las Heras | c.p. | 3’ M.C. Burke |

| Arbitro: | Paddy O'Brien |

|                                  |      |                          |
|                                  | mt   | 48’ M.C. Burke 74’ Waugh |
|                                  | tr   | 48’ M.C. Burke           |
| 3’, 18’, 38’, 56’, 65’ Wilkinson | c.p. | 52’ M.C. Burke           |
| 10’, 14’ Wilkinson               | drop |                          |

| Arbitro: | Colin Hawke |

|                              |      |                    |
| 27’ Marsh                    | mt   | 80+6’ Tune         |
|                              | tr   | 80+6’ Flatley      |
| 3’ Michalak 37’, 42’ Traille | c.p. | 6’, 54’ M.C. Burke |

| Arbitro: | Steve Lander |

|                     |      |                                                |
| 80+14’ Gavin Thomas | mt   |                                                |
| 80+14’ Harris       | tr   |                                                |
| 8’, 62’ Harris      | c.p. | 16’, 31’, 42’, 58’, 68’, 73’, 80+2’ M.C. Burke |

### Gli altri incontri
| Arbitro: | Nigel Williams |

|           |      |                              |
| Greaves   | mt   | D. Herbert Latham Tune Lyons |
| Binns     | tr   | Flatley (4)                  |
| Binns (4) | c.p. | Flatley (2)                  |
| Binns     | drop |                              |

| Arbitro: | Daniel Gillet |

|                        |      |                                                    |
| Rubie Tkachuk Taberner | mt   | Latham (2) Bond Whitaker Staniforth (2) Waugh Grey |
| FitzGerald (3)         | tr   | Edmonds (6)                                        |
| FitzGerald             | c.p. |                                                    |
| FitzGerald             | drop |                                                    |

| Arbitro: | Chris White |

|                                      |    |                                                                   |
| 9’, 29’, 74’ Paulse 14’ Glas 70’ Lam | mt | 21’ Latham 23’ Flatley 33’, 39’, 58’ Staniforth 36’ Kefu 48’ Tune |
| 9’, 14’, 29’, 70’, 74’ van Straaten  | tr | 21’, 23’, 33’, 36’, 39’ Flatley 48’, 58’ Edmunds                  |